# Casa de troncos

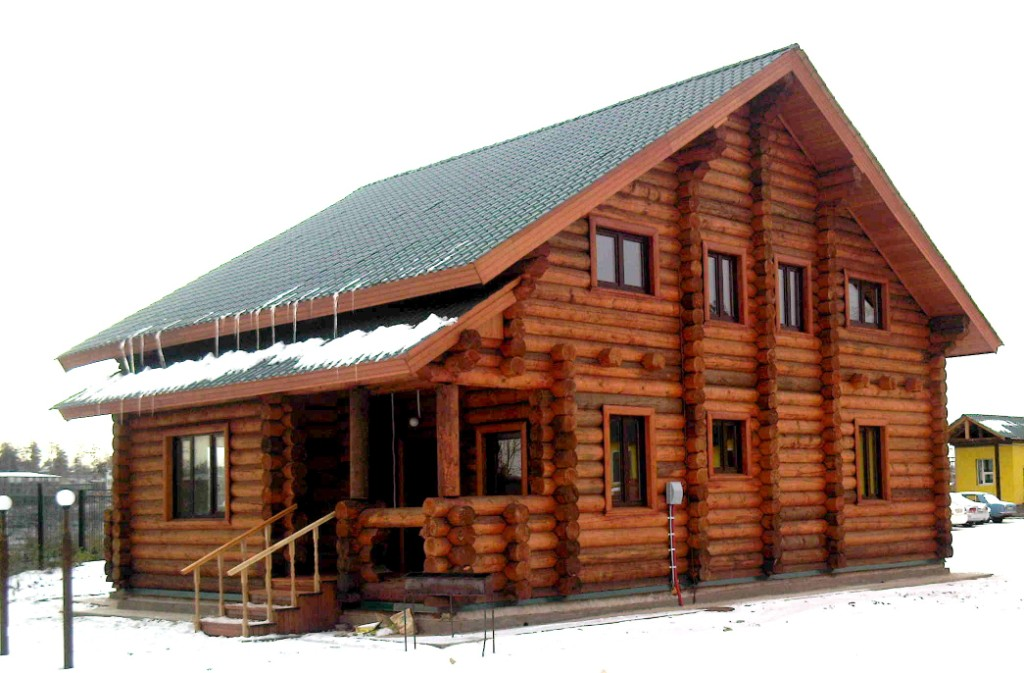
Casa de troncos en Rusia

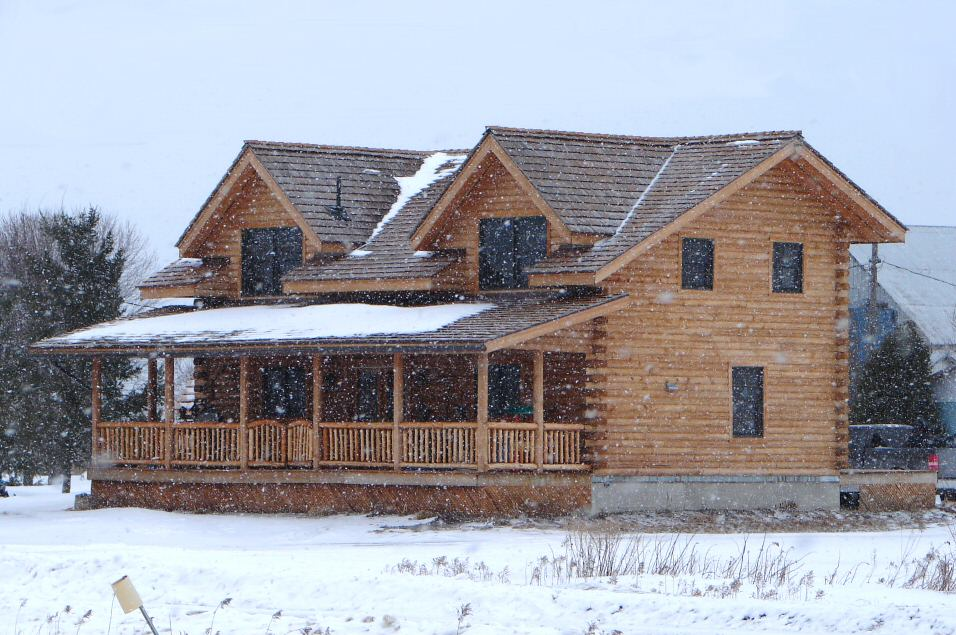
Una casa de troncos en Canadá

Una casa de troncos (blockhaus o log home) es, constructivamente igual que una cabaña, una casa hecha de troncos y leña que no ha necesitado ser serrada de forma "convencional" en un aserradero.

## Tipos
Hay dos tipos de casas de troncos. Las primeras son hechas a mano, generalmente de troncos pelados y sin realizar cambios en su apariencia, tal y como estaban en los árboles. Las segundas son moldeadas, es decir hechas con un molde, donde los troncos han pasado por un proceso de manufacturación que convierte los troncos y los homogeneiza en tamaño y apariencia.
Las casas hechas a mano se han construido durante siglos en Escandinavia, Finlandia, Rusia y Europa Oriental. Se trataba de construir una casa con árboles, un hacha y un cuchillo Los colonizadores escandinavos de Nueva Suecia llevaron este arte de la construcción a Norteamérica a principios del siglo XVIII, donde fue rápidamente adoptado por otros colonizadores y nativos americanos. Posiblemente, las casas más antiguas de las que se tiene constancia sean las de C. A. Nothnagle Log House (hacia 1640) en Nueva Jersey.
En la década de 1920, aparecieron en el mercado las primeras casas moldeadas, utilizando maderas precortadas y torneadas por máquinas. Muchas de las cabañas de troncos de hoy en día son de este tipo, sobre todo porque requieren menor labor intensiva que las hechas a mano. Existen alrededor de 500 empresas en Norteamérica dedicadas a esta labor y construyendo tanto las elaboradas a mano como las moldeadas.

## Características de la tecnología
Las casas de troncos hechas a mano se construyen desde hace siglos en Fennoscandia y en regiones ugrofinesas como Carelia, Laponia y la parte oriental de Finlandia. Normalmente se construían con un hacha, un cuchillo y un cúter.
Una casa de madera es una casa construida con troncos macizos o modificados como muros de carga. Los troncos fresados se manipulan de forma diferente a los troncos aserrados a mano. Los troncos destinados a la molienda pueden ser de varios tipos en función de la calidad y los resultados deseados. Los troncos de las casas de madera tienen diferentes grados de humedad; todos los troncos tienen humedad cuando están recién talados.
Los troncos que se talan con el duramen, se entregan en un aserradero o en una obra de construcción, se descortezan y se utilizan para construir armazones, casas de troncos tallados a mano, o se pasan por máquinas perfiladoras, comúnmente denominados troncos "verdes", a menos que se hayan secado al aire o en horno. "Verde" no se refiere al color, sino al contenido de humedad. El contenido real de humedad de los troncos "verdes" varía considerablemente en función de la especie de árbol, la estación en la que se taló y si se mide la albura o el núcleo. El contenido de humedad de los troncos verdes puede oscilar entre el 20% y el 90%.
En Norteamérica, el contenido de humedad de equilibrio de los troncos alcanza aproximadamente entre el 6% y el 12%; dado que la mayoría de los troncos secados en horno se secan hasta alcanzar un contenido de humedad de entre el 18% y el 20%, cabe esperar que los troncos secados en horno se encojan y encojan con el tiempo, pero en menor medida que los troncos brutos.
los troncos "laminados" o "de ingeniería" son un enfoque diferente de la construcción de casas de troncos. Los árboles enteros o (alternativamente) las maderas aserradas (troncos sin tratar para su posterior procesamiento) se entregan a un aserradero con una cámara de secado, se les quita la corteza y se asierran en tablas, normalmente de no más de cinco centímetros de grosor. A continuación, estas tablas se envían a una cámara de secado donde (debido a su tamaño) pueden secarse sin causar graves daños a la madera. Estos tableros se envían a una máquina que aplica un pegamento especial a los tableros interiores. Ahora también están disponibles los perfiles de troncos no liquidados. 
Se pueden construir más casas de troncos cilíndricos. 